# جو دودغ
جو دودغ (بالإنجليزية: Joe Dodge)‏ هو موسيقي أمريكي، ولد في 9 فبراير 1922 في مونرو في الولايات المتحدة، وتوفي في 18 أغسطس 2004 في لاك إلسينوري في الولايات المتحدة.

## وصلات خارجية
- جو دودغ على موقع ميوزك برينز (الإنجليزية)
- جو دودغ على موقع أول ميوزيك (الإنجليزية)
- جو دودغ على موقع ديسكوغز (الإنجليزية)